# Linda Santaguida
Linda Santaguida (Bologna, 17 gennaio 1978) è una modella e showgirl italiana.

## Biografia
Originaria di Bologna, esordisce nel 1996 come "spalla" di Giorgio Panariello nel programma Su le mani (Rai1). Dal 2003 al 2005 è una delle "schedine" di Simona Ventura a Quelli che... il calcio, per poi venire arruolata nel 2006 come naufraga alla quarta edizione de L'isola dei famosi – come riserva – venendo poi eliminata in semifinale.
Ha posato per il calendario 2009 della rivista Maxim.
Nel 2010 conduce L'isola e poi... su Rai 2, dedicato alle vicende dei protagonisti della settima edizione del programma L'isola dei famosi. Nel mese di giugno diventa volto femminile dei programmi Mondiale Rai Sprint e Mondiale Rai Sera, condotti da Marco Mazzocchi, in occasione del campionato mondiale di calcio 2010 in Sudafrica.
Da maggio 2011 conduce The Boat Show, format settimanale di nautica in onda sui canali della Class Editori: ClassTV Msnbc, Class CNBC, Class Life e Class TV Moda.

## Programmi televisivi
- Su le mani (Rai 1, 1996) - Valletta
- Quelli che... il calcio (Rai 2, 2003-2005) - Schedina
- L'isola dei famosi 4 (Rai 2, 2006) - Concorrente
- Alice Fish (Alice TV, 2007)
- L'isola e poi... (Rai 2, 2010)
- Mondiale Rai Sprint (Rai 1, 2010) - Co-conduttrice
- Mondiale Rai Sera (Rai 2, 2010) - Co-conduttrice
- The Boat Show (Class Editori, 2011)

## Teatro
- Sogno di una notte di mezza estate (2005)
- Natale in disco (2007)
- Quattro dischi e un po' di whisky (2009)